# 秦昆
秦昆（1914年—1998年），又名秦旭东，山东沂水人，是中华人民共和国政治人物，前上海市人民检察院检察长、中共上海市委副秘书长、常委、市纪委筹备组第一副组长，主持工作的市监察委员会副书记。另曾任第七、八届上海市人民代表大会代表、第一届中共上海市代表大会选举的上海市委候补委员、第二、三届中共上海市代表大会选举的上海市委委员。

## 早年
1914年出生于山東沂水。

## 投军与参政

### 投身抗日
约1933年（民国22年）起，当时19岁的青年秦昆开始投身抗日运动之中，负责宣传抗日思想。此后并加入八路军，任排长。又曾任中共沂水县委农会副会长等职。后任中共沂水县四区区委书记。1938年下半年日军大幅入侵并占领山东，12月，中共沂水县八区区委成立，秦昆任书记。后又任中共沂南县组织部长、常委，期间与日军有过直接交火，被日军包围。1941年12月起任中共费东工委书记、费东抗日民主政府县长，并任地方中共部队政委。1945年2月不再任工委书记。1945年日本投降后，继续在中共和八路军中任职并与国民党及国军对峙。

### 国共战争
1945年9月中共费东县委成立，重任县委书记，10月再度离职，转任中共淮安县（此县后并入安丘县）委书记、独立营政委。后又任华东直属昌潍地委委员兼民运部长。

## 晚年
1998年去世。